# Stoewer
Stoewer è stata una casa automobilistica tedesca fondata a Stettino (odierna Polonia).

## Storia
La prima azienda fu fondata dai fratelli Stoewer Emil (vissuto dal 1873 al 1942) e Bernhard (1875 dal 1937) nel 1896 per la produzione di macchine da cucire a Stettino.

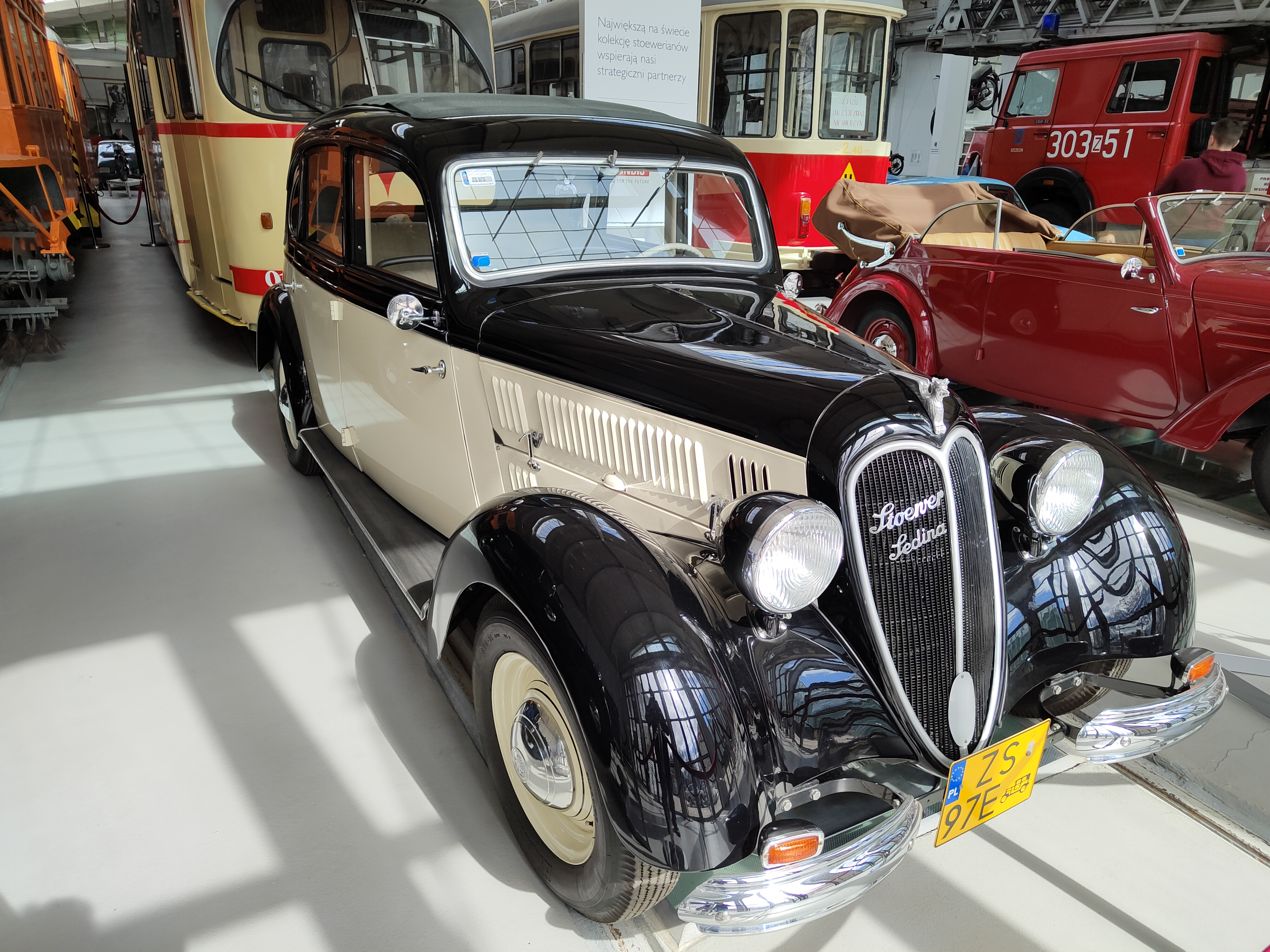
Stoewer Sedina

Nel 1899 i fratelli Stoewer fondarono l'azienda Gebrüder Stoewer, Fabrik für Motorfahrzeugen e iniziarono a produrre automobili. La loro prima automobile fu la Großer Stoewer Motorwagen, con 6,5 CV (4,8 kW) e 17 km/h (11 mph) di velocità massima.
Nel 1908 Stoewers costruì la Stoewer G4. Questo modello ebbe un discreto successo per l'epoca: furono costruite 1.070 automobili. Nel 1910 le automobili Stoewer furono costruite su licenza dalla Mathis di Strasburgo. Nel 1916 l'azienda da una struttura a conduzione familiare fu trasformata in una società per azioni con il nome di Stoewer-Werke AG.
Nel 1936 la fabbrica Stoewer sviluppò per l'esercito tedesco un fuoristrada militare a quattro ruote motrici. Dopo la seconda guerra mondiale, l'Armata Rossa sequestrò i rimanenti impianti di produzione, smantellò la fabbrica e inviò le attrezzature in Unione Sovietica. Successivamente la società cessò di esistere.